# Šturm 2002
Lo Šturm 2002 è una società di pallanuoto russa, con sedi nelle città di Ruza e Chehov.

È considerata una delle società emergenti, sia in ambito maschile sia femminile, avendo gli uomini vinto il primo titolo nazionale nel 2005. Gli unici successi femminili sono le Coppe LEN del 2009 e del 2013.

## Rosa 2021-2022
| N° |                   | Ruolo | Giocatore         |
| -- | ----------------- | ----- | ----------------- |
|    | Russia (bandiera) | P     | Nikita Saratov    |
|    | Russia (bandiera) | P     | Andrei Pyzhikov   |
|    | Russia (bandiera) |       | Makar Salnikov    |
|    | Russia (bandiera) |       | Matvej Ryabov     |
|    | Russia (bandiera) |       | Alexander Egorov  |
|    | Russia (bandiera) |       | Dmitrii Alekseev  |
|    | Russia (bandiera) |       | Stepan Barabushka |

| N° |                   | Ruolo | Giocatore              |
| -- | ----------------- | ----- | ---------------------- |
|    | Russia (bandiera) |       | Kirill Efimenko        |
|    | Russia (bandiera) |       | Svyatoslav Letunovskiy |
|    | Russia (bandiera) |       | Denis Shevchuk         |
|    | Russia (bandiera) |       | Vitold Ruhlov          |
|    | Russia (bandiera) |       | Georgy Kirsanov        |
|    | Russia (bandiera) |       | Rodion Ziuzin          |
|    | Russia (bandiera) |       | Kirill Dolinskii       |

## Palmarès

### Trofei nazionali
- Campionato russo: 4

2005, 2006, 2008, 2009

### Trofei internazionali
- Coppe LEN: 1

2007-08

### Trofei femminili
- Coppe LEN: 2

2008-09, 2012-13